# Fredric Warburg

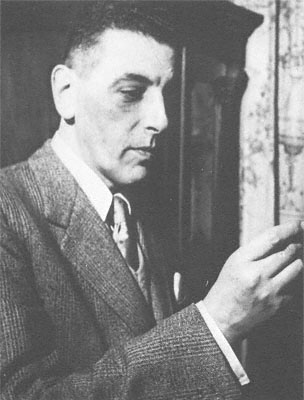
Fredric Warburg

Fredric John Warburg (* 27. November 1898 in London; † 25. Mai 1981) war ein britischer Verleger.
Fredric Warburg übernahm 1936 den im Jahr 1910 von Martin Secker gegründeten Verlag. Das Unternehmen firmierte ab dann als Secker & Warburg Ltd. Warburg bemühte sich besonders um neuere Belletristik und zeitgeschichtliche Literatur.

## Schriften
- Ein Beruf für Gentlemen ... Begegnungen mit Menschen (engl. 1959), Tübingen 1959.